# تاکئو ماتسوبارا
تاکئو ماتسوبارا (松原武生 Takeo Matsubara) (۳ آوریل ۱۹۲۱ - ۱۵ دسامبر ۲۰۱۴) فیزیکدان ژاپنی بود. ماتسوبارا روشی در مکانیک آماری برپایه تابع گرین (نظریه سیستم‌های بس‌ذره‌ای) با استفاده از تکنیک‌های نظریه میدان کوانتومی پیشنهاد داد. این روش که به‌طور معمول به عنوان تکنیک تابع گرین ماتسوبارا شناخته می‌شود، مفهوم زمان موهومی را معرفی می‌کند و متغیر متقابل به این زمان موهومی به عنوان فرکانس ماتسوبارا گسسته شناخته می‌شود.